# Академическая гребля на летних Олимпийских играх 1968 — одиночки
Соревнования среди одиночек по академической гребле среди мужчин на летних Олимпийских играх 1968 года прошли с 13 по 19 октября на одном из каналов, расположенном в районе Сочимилько, Мехико. В соревновании приняли участие 17 спортсменов из 17 стран. Действующий трёхкратный олимпийский чемпион из СССР Вячеслав Иванов готовился к Играм в Мехико, но по решению руководства сборной вместо Иванова в соревнованиях выступал Виктор Мельников. Узнав, что Иванов не был заявлен на Игры Международный олимпийский комитет готов был допустить его до соревнований вне конкурса, при этом в случае победы Иванова золотые медали получил бы сам спортсмен, а также гребец занявший второе место, однако руководство сборной СССР отказалось от такой возможности.
В отсутствии Вячеслава Иванова чемпионом Олимпийских игр 1968 года стал нидерландский гребец Хенри Ян Винесе, прервавший серию побед в одиночке советских спортсменов. Для Нидерландов эта золотая медаль стала первой в академической гребле с 1924 года. Серебряную медаль выиграл немецкий гребец Йохен Майснер, а бронза на счету чемпиона Панамериканских игр Альберто Демидди.
Впервые на Играх в Мехико отдельно друг от друга выступали спортсмены из ФРГ и ГДР. В составе восточногерманской сборной выступал двукратный серебряный призёр Олимпийских игр и действующий чемпион Европы Ахим Хилль, который и в этот раз смог пробиться в главный финал, но занял там только 5-е место.

## Призёры
| Золото                     | Серебро           | Бронза                     |
| Хенри Ян Винесе Нидерланды | Йохен Майснер ФРГ | Альберто Демидди Аргентина |

## Рекорды
До начала летних Олимпийских игр 1968 года лучшее олимпийское время было следующим:
| Лучшее олимпийское время | Спортсмен        | Время   | Место     | Дата           |
| ------------------------ | ---------------- | ------- | --------- | -------------- |
| Лучшее олимпийское время | Генри Пирс (AUS) | 07:01,8 | Амстердам | 8 августа 1928 |

По итогам соревнований никто из спортсменов не смог превзойти данный результат.

## Расписание
| Дата       | Раунд                  |
| ---------- | ---------------------- |
| 13 октября | Предварительные заезды |
| 15 октября | Отборочные заезды      |
| 17 октября | Полуфиналы             |
| 18 октября | Малый финал            |
| 19 октября | Финал A                |

## Результаты

### Предварительный этап
Первые два спортсмена из каждого заезда проходили в полуфинал соревнований. Все остальные спортсмены попадали в утешительные заезды, где были разыграны ещё 6 полуфинальных мест.

#### Заезд 1
| Место | Спортсмен        | Страна       | Время   | Отставание | Примечания |
| ----- | ---------------- | ------------ | ------- | ---------- | ---------- |
| 1     | Йохен Майснер    | ФРГ          | 7:45,80 | +0,00      | SF         |
| 2     | Альберто Демидди | Аргентина    | 7:49,78 | +3,98      | SF         |
| 3     | Манфред Краусбар | Австрия      | 7:55,70 | +9,90      | R          |
| 4     | Вацлав Козак     | Чехословакия | 7:59,93 | +14,13     | R          |
| 5     | Здзислав Бромек  | Польша       | 8:06,61 | +20,81     | R          |
| 6     | Цугио Ито        | Япония       | 8:10,00 | +24,20     | R          |

#### Заезд 2
| Место | Спортсмен         | Страна    | Время   | Отставание | Примечания |
| ----- | ----------------- | --------- | ------- | ---------- | ---------- |
| 1     | Нильс Генри Сехер | Дания     | 7:51,45 | +0,00      | SF         |
| 2     | Роджер Джексон    | Канада    | 7:55,88 | +4,43      | SF         |
| 3     | Виктор Мельников  | СССР      | 8:03,29 | +11,84     | R          |
| 4     | Эуджен Петраке    | Румыния   | 8:05,33 | +13,88     | R          |
| 5     | Ханс Рукштуль     | Швейцария | 8:08,90 | +17,45     | R          |
| 6     | Эриберто Мартинес | Куба      | 8:14,20 | +22,75     | R          |

#### Заезд 3
| Место | Спортсмен       | Страна         | Время   | Отставание | Примечания |
| ----- | --------------- | -------------- | ------- | ---------- | ---------- |
| 1     | Хенри Ян Винесе | Нидерланды     | 7:44,92 | +0,00      | SF         |
| 2     | Ахим Хилль      | ГДР            | 7:47,23 | +2,31      | SF         |
| 3     | Джон Ван Блом   | США            | 7:54,79 | +9,87      | R          |
| 4     | Кеннет Дуан     | Великобритания | 8:03,95 | +19,03     | R          |
| 5     | Клод Деомбро    | Бельгия        | 8:19,41 | +24,49     | R          |

### Отборочные заезды
Из каждого отборочного заезда в полуфинал проходило по три спортсмена. Остальные гребцы выбывали из соревнований.

#### Заезд 1
| Место | Спортсмен         | Страна  | Время   | Отставание | Примечания |
| ----- | ----------------- | ------- | ------- | ---------- | ---------- |
| 1     | Джон Ван Блом     | США     | 7:43,00 | +0,00      | SF         |
| 2     | Манфред Краусбар  | Австрия | 7:46,65 | +3,65      | SF         |
| 3     | Здзислав Бромек   | Польша  | 7:48,68 | +5,68      | SF         |
| 4     | Клод Деомбро      | Бельгия | 7:54,98 | +11,98     |            |
| 5     | Эуджен Петраке    | Румыния | 8:02,94 | +19,94     |            |
| 6     | Эриберто Мартинес | Куба    | 8:20,92 | +37,92     |            |

#### Заезд 2
| Место | Спортсмен        | Страна         | Время   | Отставание | Примечания |
| ----- | ---------------- | -------------- | ------- | ---------- | ---------- |
| 1     | Кеннет Дуан      | Великобритания | 7:41,98 | +0,00      | SF         |
| 2     | Виктор Мельников | СССР           | 7:46,86 | +4,88      | SF         |
| 3     | Вацлав Козак     | Чехословакия   | 7:49,93 | +7,95      | SF         |
| 4     | Цугио Ито        | Япония         | 7:58,08 | +16,10     |            |
| —     | Ханс Рукштуль    | Швейцария      | DNS     | DNS        |            |

### Полуфиналы
Полуфинальный раунд вновь был включён в программу соревнований впервые с 1956 года. Первые три спортсмена из каждого заезда проходили в финал соревнований, остальные попадали в малый финал, где разыгрывали места с 7-го по 12-е
.

#### Заезд 1
| Место | Спортсмен         | Страна         | Время   | Отставание | Примечания |
| ----- | ----------------- | -------------- | ------- | ---------- | ---------- |
| 1     | Ахим Хилль        | ГДР            | 7:48,56 | +0,00      | FA         |
| 2     | Йохен Майснер     | ФРГ            | 7:51,26 | +2,70      | FA         |
| 3     | Кеннет Дуан       | Великобритания | 7:55,90 | +7,34      | FA         |
| 4     | Вацлав Козак      | Чехословакия   | 8:01,81 | +13,25     | FB         |
| 5     | Нильс Генри Сехер | Дания          | 8:17,64 | +29,08     | FB         |
| 6     | Манфред Краусбар  | Австрия        | 8:19,41 | +30,85     | FB         |

#### Заезд 2
| Место | Спортсмен        | Страна     | Время   | Отставание | Примечания |
| ----- | ---------------- | ---------- | ------- | ---------- | ---------- |
| 1     | Хенри Ян Винесе  | Нидерланды | 7:45,48 | +0,00      | FA         |
| 2     | Альберто Демидди | Аргентина  | 7:47,98 | +2,50      | FA         |
| 3     | Джон Ван Блом    | США        | 7:49,85 | +4,37      | FA         |
| 4     | Виктор Мельников | СССР       | 7:50,30 | +4,82      | FB         |
| 5     | Роджер Джексон   | Канада     | 8:10,64 | +25,16     | FB         |
| 6     | Здзислав Бромек  | Польша     | 8:13,92 | +28,44     | FB         |

### Финалы

#### Финал B
| Место | Спортсмен         | Страна       | Время   | Отставание | Итоговое место |
| ----- | ----------------- | ------------ | ------- | ---------- | -------------- |
| 1     | Здзислав Бромек   | Польша       | 7:38,88 | +0,00      | 7              |
| 2     | Нильс Генри Сехер | Дания        | 7:43,47 | +4,59      | 8              |
| 3     | Вацлав Козак      | Чехословакия | 7:45,81 | +6,93      | 9              |
| 4     | Манфред Краусбар  | Австрия      | 7:46,19 | +7,31      | 10             |
| 5     | Роджер Джексон    | Канада       | 7:48,05 | +9,17      | 11             |
| —     | Виктор Мельников  | СССР         | DNS     | DNS        | 12             |

#### Финал A
С первых же метров дистанции лидерство захватили немец Йохен Майснер и голландец Хенри Ян Винесе. Уже к 500-метровой отметке оба этих спортсмена оторвались от своих конкурентов почти на три секунды. К середине заезда в лидеры вырвался Винесе, опередивший на втором отрезке Майснера на две секунды. Из остальных гребцов только Ахиму Хиллю удавалось поддерживать темп, заданный лидерами. За 500 метров до финиша лидеры смогли сохранить свои позиции, а вот Хилль начал постепенно отставать и опустился на четвёртую позицию, пропустив вперёд себя аргентинца Альберто Демидди. На заключительном отрезке гонки Винесе не только смог сохранить своё лидерство, но и увеличил отрыв от Майснера до 4 секунд. Почти 10 секунд лидеру проиграл ставший бронзовым призёром Игр Альберто Демидди. Ян Винесе стал первым голландским гребцом, кому удалось выиграть олимпийское золото в мужской одиночке.
| Место | Спортсмен        | Страна         | Время   | Отставание |
| ----- | ---------------- | -------------- | ------- | ---------- |
| 1     | Хенри Ян Винесе  | Нидерланды     | 7:47,80 | +0,00      |
| 2     | Йохен Майснер    | ФРГ            | 7:52,00 | +4,20      |
| 3     | Альберто Демидди | Аргентина      | 7:57,19 | +9,39      |
| 4     | Джон Ван Блом    | США            | 8:00,51 | +12,71     |
| 5     | Ахим Хилль       | ГДР            | 8:06,09 | +18,29     |
| 6     | Кеннет Дуан      | Великобритания | 8:13,76 | +25,96     |